# 泉町 (臺北市)
泉町為臺灣日治時期臺北市之行政區，共分一～二丁目，位於大稻埕北門町之西，本為河溝頭碼頭。戰後劃入延平區，今臺北市大同區與中正區的交界，也就是在忠孝西路二段、一段、長安西路、鄭州路、環河南北路、西寧南北路的交接處。

## 町內設施
- 鐵道部（一丁目，台灣鐵路管理局）
- 稅關（一丁目）
- 泉町公園（一丁目）
- 赤十字病院（二丁目，中興醫院，現聯合醫院中興院區）